# Condado de Carroll (Arkansas)
 Coordenadas : orientação de longitude inválida, deve ser "E" ou "W"
O Condado de Carroll é um dos 75 condados do estado americano do Arkansas. Possui duas sedes de condado, Berryville e Eureka Springs. Sua população é de 25 357 habitantes.